# Манасевич-Мануйлов, Иван Фёдорович
Ива́н Фёдорович Манасе́вич-Ману́йлов (при рождении Исаак Тодресович Манасевич) (1869 или 1871—1918) — деятель российских спецслужб, журналист, агент охранного отделения, чиновник особых поручений Департамента полиции, надворный советник.

## Биография
Родился в семье еврея-чиновника, по слухам был внебрачным сыном князя Петра Мещерского, в дальнейшем пользовался покровительством своего предполагаемого брата — влиятельного в правительственных кругах журналиста Владимира Мещерского. Существовало мнение, что разговоры об этом родстве служили ширмой для гомосексуальной связи.
После того, как его официальный отец Манасевич был сослан в Сибирь за мошенничество, он был усыновлён сибирским купцом Мануйловым. Унаследовав его состояние, он вернулся в Петербург, где принял лютеранство, окончил реальное училище и поступил на государственную службу. Одновременно писал для столичных газет. С 1890 года — сотрудник охранного отделения, во время заграничных поездок служил связным охранки и агентуры в Париже и Риме. Как журналист был сотрудником Рачковского.
В 1902—1903 годах — агент влияния в парижской прессе, посредник между правительством России и французскими издателями. Андрей Белый в мемуарах нарисовал инфернальные картины того, как «отплясывал вальс Манасевич-Мануйлов с рогатыми дьяволами кабаре De l’enfer», как «пуская ужами по комнате светские фразы и тихо срывая с рояля аккорды, но острые взгляды бросая на нас» он пытался втереться в доверие к Мережковским.
«Государь император всемилостивейше соизволил причислить коллежского асессора Ивана Мануйлова к дворянскому сословию и пожаловать оному орден Св. князя Владимира.»
В 1904 вместе с М. С. Комиссаровым организовал и возглавил Отделение по розыску о международном шпионстве в составе Департамента полиции, занимавшееся контрразведкой внутри страны. Провел ряд успешных акций, в том числе противодействия Японии во время русско-японской войны и организации государственных займов во Франции. Так, ему удалось перехватить некоторые письма Мотодзиро Акаси.
В ноябре-декабре 1905 года по поручению графа С. Ю. Витте вёл переговоры с бывшим священником Георгием Гапоном о восстановлении закрытого после 9 января 1905 года «Собрания русских фабрично-заводских рабочих Санкт-Петербурга». От имени Витте заключил с Гапоном соглашение, согласно которому Витте обещал восстановить отделы «Собрания» и возместить его убытки, а Гапон — агитировать в поддержку Манифеста 17 октября и против вооружённого восстания. После убийства Гапона, в апреле 1906 года, Манасевич-Мануйлов первым огласил в печати обстоятельства этого преступления.
Манасевич-Мануйлов был замешан в различных аферах: он был смещён и уволен в отставку в сентябре 1906 года, при этом избежав уголовного преследования за крупную растрату. Имея связи с распутинским кружком, он в значительной степени способствовал назначениям Б. В. Штюрмера на министерские посты в 1916 году. На посту управляющего канцелярией премьер-министра (с февраля 1916), пользуясь своим положением, он шантажировал банки, требуя взятки. За годы войны Манасевич успел «заработать» 300 тыс. рублей. Был пойман с поличным, когда директор Соединённого банка граф Татищев и министр внутренних дел Хвостов выдали ему взятку помеченными купюрами, причём после его ареста Хвостов стараниями Штюрмера был тотчас же смещён с должности министра:213-214.
В декабре 1916 года дело Манасевича-Мануйлова, которое уже слушалось в суде с участием присяжных заседателей, по высочайшему повелению было неожиданно и незаконно прекращено министром юстиции Добровольским, что было небывалым случаем в судебной практике того времени:229.
Он был освобождён в феврале 1917 года. После Октябрьской революции подделывал мандаты Чрезвычайной комиссии и занимался шантажом от её имени. В 1918 году (либо в конце 1917 г.) был арестован при попытке перехода границы с Финляндией по подложным документам под видом иностранца (был случайно опознан оказавшейся там же актрисой Надеждой Доренговской) и расстрелян. «Смерть он встретил спокойно, от последней папиросы отказался».

## Современники о Мануйлове
«Журналист по профессии, авантюрист по призванию… Манасевич-Мануйлов переживал неправдоподобные приключения, совершал фантастические аферы, со сказочной быстротой разорялся и богател и был снедаем только одной страстью — к наживе» (М. Д. Бонч-Бруевич). Французский посол в Петербурге Морис Палеолог видел в Мануйлове «смесь Панурга, Казановы, Жиль Блаза и Видока».

## Мануйлов о самом себе
Однажды журналист Пётр Пильский спросил Мануйлова, почему он служит в охранном отделении (дело было в конце 1906 года):
«— Скажите, — обратился я к нему, — какой смысл вам служить в охранном отделении? Вы так богаты сами, что… 

— Во-первых, не так и богат. Ни от отца, ни от жены я не получил столько, сколько угодно кому-то об этом распространять слухи. Это первое. А во-вторых, я думаю, что в данный момент истории нужно быть одним из двух: или революционером, или охранником. 

— И вы решили стать вторым? 

— Да, конечно. И хотя я сейчас уже не на службе там, — я бросил её, — тем не менее, предпочту охрану, а не революцию. И именно потому, что на стороне реакции и правительства всегда было больше умных, чем у революции. 

— Вы думаете? 

— Я убеждён в этом. Ну, кого революция может назвать, как свою гордость? Между тем, реакция в своих рядах числила такие большие и редкие умы, как гр. Д. Толстой, Победоносцев и Катков, а сейчас П. А. Столыпин. И этот список можно было бы увеличить вдвое и втрое. У революции же пока было только двое. Это — Желябов и Гершуни. Больше никого».

## Киновоплощения
- Леонид Броневой — «Агония», 1974 г.